# Karan
Karan (Charran) er et stednavn i det gamle Mellemøsten.  Ifølge Første Mosebog levede Abraham i Karan i omkring fem år før han fortsatte til Kana'an, det nuværende Israel. Byen Harran i det moderne, nordlige Syrien/sydlige Tyrkiet kan måske være den by Abraham og hans far slog sig ned i på vej til Kana'an (1 mos 11,31), eller det kunne have været i nærheden af Ur.